# A'ou
A'ou, tajski narod naseljen u južnokinkineskoj provinciji Guizhou gdje se vode kao dio nacionalnosti Gelao. A'ou se jezično dosta razlikuju od ostalih Gelao skupina koje potječu od starog naroda Liao koji su svoju domovinu nazivali Yelang. Od ovih nastadoše današnji Gelao, Hagei, Duoluo i A'ou. Brojno stanje iznosi im oko 2,500 (2007). A'ou žive od uzgoja riže na ne baš pogodnom tlu pa mnogi iseljavaju u gradove.

## Vanjske poveznice
- A'ou of China